# Siviriez
Siviriez és un municipi suís del cantó de Friburg, situat al districte de la Glâne.